# زولوتایا گورا
زولوتایا گورا (به لاتین: Zolotaya Gora) یک منطقهٔ مسکونی در روسیه است که در استان آمور واقع شده‌است.